# 3α(17β)-ヒドロキシステロイドデヒドロゲナーゼ (NAD+)
3α(17β)-ヒドロキシステロイドデヒドロゲナーゼ (NAD+)（3α(17β)-hydroxysteroid dehydrogenase (NAD+)）は、次の化学反応を触媒する酸化還元酵素である。
テストステロン + NAD+ {\displaystyle \rightleftharpoons } アンドロスタ-4-エン-3,17-ジオン + NADH + H+
反応式の通り、この酵素の基質はテストステロンとNAD+、生成物はアンドロスタ-4-エン-3,17-ジオンとNADHとH+である。
組織名は3α(or 17β)-hydroxysteroid:NAD+ oxidoreductaseで、別名に3α,17β-hydroxy steroid dehydrogenase, 3α(17β)-HSD, 3α(17β)-hydroxysteroid dehydrogenase (NAD)がある。